# Nina Runvik
Nina Runvik, född 25 juni 1987, är en svensk friidrottare (kortdistanslöpning) tävlande för Malmö Allmänna Idrottsförening (Malmö AI). Hon tog SM-guld på 200 meter inomhus år 2008.

## Personliga rekord
| Utomhus - 100 meter – 12,11 (Norrtälje 8 augusti 2008) - 100 meter – 12,03 (medvind) (Karlskrona 16 juni 2008) - 200 meter – 24,31 (Helsingfors, Finland 30 augusti 2008) - 400 meter – 56,81 (Norrtälje 9 augusti 2008) | Inomhus - 60 meter – 7,58 (Malmö 23 februari 2008) - 200 meter – 24,14 (Malmö 24 februari 2008) - 400 meter – 58,76 (Västerås 4 mars 2006) |

### Fotnoter
1. ↑  ”Stafett-SM 2006”. idrottonline.se. Arkiverad från originalet den 10 juni 2015. https://web.archive.org/web/20150610132850/http://www2.idrottonline.se/ImageVaultFiles/id_35895/cf_359/2006StafettSM.pdf. Läst 19 april 2013.
2. ↑  ”Stafett-SM 2008”. Arkiverad från originalet den 9 juni 2009. https://web.archive.org/web/20090609064617/http://www.stafett-sm.se/resultat. Läst 25 mars 2015.
3. ↑  ”Stafett-SM 2011” (pdf). Arkiverad från originalet den 6 april 2015. https://web.archive.org/web/20150406214723/http://www.proteamonline.se/storage/customers/2202/editor/resultat_2011/Stafett_SM_2011_Res.pdf. Läst 22 maj 2013.
4. 1 2  ”Stora inne-SM 2007, resultat” (htm). idrottonline.se. http://idrottonline.se/SvenskaFriidrottsforbundet/globalassets/goteborgs-friidrottsforbund/dokument/resultat-och-statistik/resultatarkiv/2007/070225ism.htm. Läst 12 april 2015.
5. ↑  ”Stora inne-SM 2008, resultat” (pdf). mai.se. Arkiverad från originalet den 14 april 2015. https://web.archive.org/web/20150414002300/http://www.mai.se/resultat/resultat_inne-sm_2008.pdf. Läst 11 april 2015.
6. ↑  ”Stora inne-SM 2012, resultat”. trackandfield.se. Arkiverad från originalet den 4 mars 2016. https://web.archive.org/web/20160304224853/http://www.trackandfield.se/Resultat/2012/120218_19.htm. Läst 19 juli 2012.
7. 1 2 3 4 5 6 7 8  ”Personsida på AllAthletics”. all-athletics.com. Arkiverad från originalet den 26 november 2016. https://web.archive.org/web/20161126002958/http://www.all-athletics.com/node/148783. Läst 25 november 2016.